# Animal Magic (álbum)
Animal Magic fue el álbum debut del artista de música electrónica británico Bonobo, originalmente lanzado en 2000 en Tru Thoughts y relanzado en 2001 por Ninja Tune.

## Lista de canciones
- «Intro»
- «Sleepy Seven»
- «Dinosaurs»
- «Kota»
- «Terrapin»
- «The Plug»
- «Shadowtricks»
- «Gypsy»
- «Sugar Rhyme»
- «Silver»

(Toda escritas por Simon Green)
- Datos: Q2850009